# Mornarička bolnica u Puli
Mornarička bolnica u Puli (njemački: K. u. k. Marinespital in Pola) bivša je vojna bolnica sagrađena 1861. za potrebe austrijske mornarice i njoj srodnih institucija, poput Mornaričke strojarske škole. Od 2024. godine, nakon rekonstrukcije zgrade, služi kao kampus četiriju fakulteta Sveučilišta Jurja Dobrile.
Od 2000. godine sve do 2021. djelovala je kao jedna od dviju bolnica u sklopu Opće bolnice Pula, a pred krajem toga razdoblja u prvoj godini pandemije COVID-19 u njoj je bio smješten isključivo odjel za zaraznu medicinu. 

## Konstrukcija
Bolnica je građena u historicističkome stilu. Njen tlocrt ima oblik slova U; krajevi bolnice te središnja zgrada glavnoga pročelja djelomično su izbočeni. Na pročelju je glavni ulaz polukružnoga oblika iznad kojega stoji balkon na prvome katu, a središnji prozori u obliku su trifora, s biforama na obje strane. Unutarnji prozori pravokutnoga su oblika.

## Povijest

### Austro-Ugarska
Izgradnjom brodogradilišta, Arsenala, ratne luke u Puli, te povećanjem flote, mornara i vojnika trebalo je sagraditi i bolnicu odnosno pružiti preventivnu i kurativnu zdravstvenu skrb, kojom bi se osiguravalo zdravlje velikog broja ljudi. Tu su spadale sanitetske potrebe za liječenje mornara i kopnenih jedinica, vojnih ustanova i potom također regruta, polaznika Mornaričke strojarske škole (Maschineschule), ali i drugih vojnih institucija, jer je Vojna bolnica u Vodnjanu već tad služila samo kao lazaret i nije se nikako mogla više ubrojiti u suvremene bolnice.  Pula je stoga dobila suvremenu c. i k. Mornaričku bolnicu (K.u.k. Marinespital in Pola) 1861. godine, koja je mogla zaista predstavljati modernu, čvrsto građenu, zdravstvenu ustanovu toga doba.
U Mornaričkoj je bolnici bilo predviđeno oko 500 "formacijskih" kreveta koji bi bili dostatni za medicinsko zbrinjavanje vojske od 5000 do 10 000 ljudi. Tehnički kapetan Viktor Damaševski izradio je projekt za bolnicu, nadzirao građevinske radove, ali ne samo bolnice nego i drugih objekata, arsenala, vojarna i ostalih vojno-građevinskih zdanja koji su se gradili u Puli. U to vrijeme pobol vojaka i mornara u garnizonima, iz godine u godinu, zbog nastupa epidemijskih bolesti, bio je visok pa i do 50% ljudi u uniformama. Malarija je bila ona epidemijska bolest (ali ne samo ona) koja je uzrokovala veliki pobol među vojnicima, osobito u godinama od 1863. do 1866., kad je od te pošasti bolovalo od 300 do 4000 vojnika i mornara, pa se broj kreveta u bolnici morao povećati na 730 postelja. 

### Jugoslavija
Poslije 15. studenog 1918. godine, prestankom austro-ugarske vlasti u ovom kraju, K. u k. Marinespital pretvoren je u Ospedale Regio Marina. Nakon Drugog svjetskog rata, nadolaze pak druge političke i društvene-ekonomske prilike pa se tako Ospedale di Marina pretvara u "Vojnu bolnicu, V.B." za potrebe Jugoslavenske narodne armije, ali postupno i za medicinske potrebe u službi civilnog stanovništva i, osobito, vojnih umirovljenih stanovnika Pule. Potom, u godinama između 1970. i 1974. slijedi jedan kritični period vremena za postojanje V.B. u Puli, kad se čak pomišljalo na ukidanje ove medicinske ustanove, navodno, zbog "sukcesivne" redukcije formacijskih kreveta, medicinskih kadrova i financijskih sredstava. Razmišljalo se o prenošenju medicinskih poslova vojske na Medicinski centar u Puli, koji bi primao i vojne osiguranike. Međutim, u godini 1974. jugoslavenske su vojne vlasti donijele upravo suprotnu novu odluku prema kojoj je trebalo reaktivirati i revitalizirati V.B. u Puli, zbog navodnih obrambenih razloga. Već sljedećih godina 1975./1976. izvršena je unutarnja građevinska adaptacija i modernizacija te medicinske ustanove, postupno se popunjavalo medicinsko osoblje i stručni kadar, a razina medicinskog djelovanja poprima značajniju ulogu i funkciju. Potom već 1981. godine V.B. dobiva lik suvremene bolnice koja je služila djelatnoj vojsci, osiguranicima iz jugo-vojske, a oko 7% pacijenata i bolesnika u toj ustanovi činili su građani odnosno toliko je pacijenata i bolesnika pripadalo populaciji civilne zdravstvene zaštite. Provodila se suvremena medicina stacionarnog i dispanzerskog tipa obaju spola i svih uzrasta (osim novorođenčadi i djece pedijatrijske skrbi). To je trajalo do 1990./1991. godine, do početka Domovinskog rata.

### Nakon 1991.
Odlazak službenika JNA iz bolnice nastupio je 4. studenog 1991. godine, a veći dio bolničkog osoblja otputovalo je na brodu u pravcu Crne Gore. Dana 6. studenog 1991. godine bivša je Mornarička bolnica odnosno tad već bivša Vojna bolnica (V.P. 5499) u Puli predana Kriznom stožeru Skupštine Općine Pula, pa se uvelo civilno osiguranje tog znamenitog objekta. Uredbom Vlade Republike Hrvatske od travnja mjeseca 1992. godine ova je bolnica prešla u nadležnost Ministarstva obrane Republike Hrvatske, a, konačno, ta je bivša Mornarička bolnica dodijeljena Medicinskom centru Pula, te, nakon mnogih rasprava i planova, odlučeno je (1996.) da se u prostore te medicinske ustanove-spomenika premjeste neki odjeli Opće bolnice Pula, odnosno iz bolničkog paviljonskog kompleksa koji je izgrađen 1896. godine.
U povijesnu zgradu bivše Mornaričke bolnice (Marinespital) u Puli smješteni su, koncem mjeseca kolovoza 2000. godine, neki odjeli Opće bolnice Pula i time se ispunilo osam godina iščekivano preseljenje tih odjela.
Sredinom 2020. godine, u skladu s drugim valom pandemije COVID-19 u Hrvatskoj i otvaranjem nove zgrade Opće bolnice, Mornarička bolnica prenamijenjena je za potrebe zaraznog odjela, gdje su bili preusmjereni svi slučajevi COVID-a. Taj odjel u Mornaričkoj bolnici trajno je zatvoren i izmješten 6. lipnja 2021. godine.

### Druga rekonstrukcija
Kako bi se bolnica prenamijenila u sveučilišni kampus, Skupština Istarske županije dala je Sveučilištu Jurja Dobrile pravo gradnje 2017. godine, s planiranim početkom nakon izgradnje nove Opće bolnice u gradu. Projekt je prijavljen 2020. godine, a u prosincu 2022. na bolnici su započeli radovi. Prva faza radova obuhvaćala je obnovu dijela prizemlja i prvoga kata, dok je druga faza obuhvaćala dovršetak prizemlja i drugi kat. Rekonstrukcija je dovršena u travnju 2024. godine, a u zgradu su kasnije te godine premješteni Filozofski i Tehnički fakultet te Fakultet informatike i Fakultet za odgojne i obrazovne znanosti. Tehnički fakultet smješten je tada u prizemlje, Filozofski na prvi kat, a Tehnički i FOOZ na drugi kat.
Ukupna vrijednost projekta bila je 7 885 801,96 eura, od čega je 4 903 393,01 eura pokriveno iz fondova EU, dok je ostatak financiralo Ministarstvo znanosti i obrazovanja. Kampus, koji obuhvaća površinu od 10,5 tisuća m2, dobio je naziv »Noordnug« te ima prostore predviđene za djelomičnu knjižnicu, menzu, studentsku službu te znanstveno-tehnološki institut VISIO.